# هاردن (کنتاکی)
هاردن (به انگلیسی: Hardin) شهری در ایالت کنتاکی کشور ایالات متحده آمریکا است که جمعیت آن در سرشماری سال ۲۰۱۰ میلادی، ۶۱۵ نفر بوده‌است.